# 蒙山
35°33′36″N 117°50′56″E / 35.56000°N 117.84889°E
蒙山，古称“东蒙”、“东山”，是中国山东省中部一条西北－东南走向的山脉，是沂蒙山的一部分，位于蒙阴县与平邑县和费县交界地带，为沂河左岸支流东汶河和祊河的分水岭，长百余公里。主峰龟蒙顶（海拔1156米）位于平邑县东北柏林镇境内，为山东省第二高峰。富金刚石矿，蒙阴县的“七〇一”钻石矿为亚洲最大钻石矿藏。抗日战争时期曾是中国共产党根据地的中心区。现建有蒙山国家森林公园，为国家4A级旅游景区。